# Otto I. (Mähren)
Otto I., der Schöne (tschechisch Ota I. Olomoucký auch Oto I. Pěkný bzw. Oto I. Sličný; † 9. Juni 1087) war ein mährischer Fürst.

## Leben
Otto war der jüngste Sohn des Herzogs Břetislav I. und der Judith. Er war mit Euphemia von Ungarn (Eufemie Uherská, † 2. April 1111), Tochter des ungarischen Königs Bela I. verheiratet. Im deutschen Sprachraum wird er häufig als Otto von Mähren, Otto von Olmütz oder Otto I. der Schöne bezeichnet.
Nach dem Tod seines Vaters (1055) und seines Bruders Spytihněv II. (1061) übernahm Otto mit Zustimmung seines Bruders Vratislav die Herrschaft über das Teilfürstentum Olmütz. Nach der Übernahme widersetzte er sich mit seinen Brüdern Konrad I. und Jaromír, Bischof von Prag, den zentralistischen Bestrebungen des Bruders Vratislav.
Otto ist der Urahn des Olmützer Zweiges der Přemysliden. Seine Söhne waren Svatopluk von Olmütz (Svatopluk Olomoucký, † 21. September 1109) und Otto II. (Ota II. Olomoucký, † 18. Februar 1126). Sohn Břetislav und Tochter Boleslava starben im jugendlichen Alter.
Otto gilt als Gründer des Klosters Hradisch.